# Фереу
Фереу (рум. Fărău) — село у повіті Алба в Румунії. Адміністративний центр комуни Фереу.
Село розташоване на відстані 266 км на північний захід від Бухареста, 43 км на північний схід від Алба-Юлії, 57 км на південний схід від Клуж-Напоки, 145 км на північний захід від Брашова.

## Населення
За даними перепису населення 2002 року у селі проживали 599 осіб, з них 596 осіб (99,5%) румунів. Рідною мовою 596 осіб (99,5%) назвали румунську.